# María Reyes Sobrino
Maria Reyes Sobrino (ur. 6 stycznia 1967 w Viladecans) – hiszpańska lekkoatletka specjalizująca się w chodzie sportowym, medalistka halowych mistrzostw Europy i mistrzostw ibero-amerykańskich.

## Kariera sportowa
Zwyciężyła ex aequo ze swą koleżanką z reprezentacji Hiszpanii Mari Cruz Díaz w chodzie na 5000 metrów na mistrzostwach Europy juniorów w 1985 w Chociebużu. Zajęła 5. miejsce w chodzie na 10 kilometrów na mistrzostwach Europy w 1986 w Stuttgarcie oraz 9. miejsce na tym dystansie na mistrzostwach świata w 1987 w Rzymie.
Zdobyła złoty medal w chodzie na 3000 metrów na halowych mistrzostwach Europy w 1988 w Budapeszcie, wyprzedzając Danę Vavřačovą z Czechosłowacji i Mari Cruz Díaz, a także brązowy medal w chodzie na 10 000 metrów na mistrzostwach ibero-amerykańskich w 1988 w Meksyku. Na halowych mistrzostwach Europy w 1989 w Hadze zdobyła brązowy medal w chodzie na 3000 metrów, przegrywając tylko z Beate Anders z Niemieckiej Republiki Demokratycznej i Ileaną Salvador z Włoch. Została zdyskwalifikowana w finale tej konkurencji na halowych mistrzostwach świata w 1989 w Budapeszcie. Zajęła 7. miejsce w chodzie na 10 kilometrów na mistrzostwach Europy w 1990 w Splicie.
Zwyciężyła w chodzie na 10 metrów na mistrzostwach ibero-amerykańskich w 1990 w Manaus. Zajęła 29. miejsce na mistrzostwach świata w 1991 w Tokio.
Pięciokrotnie startowała w pucharze świata, zawsze w chodzie na 10 kilometrów, zajmując następujące miejsca: 1985 w St. John’s – 23. miejsce, 1987 w Nowym Jorku – 15. miejsce, 1989 w L’Hospitalet – 40. miejsce, 1991 w San Jose – 52. miejsce i 1993 w Monterrey – 74. miejsce.
Była mistrzynią Hiszpanii w chodzie na 5000 metrów w latach 1987–1989, w chodzie na 10 metrów w 1991 oraz w chodzie na 10 kilometrów w latach 1985, 1988–1990 i 1993. W hali była mistrzynią Hiszpanii w chodzie na 3000 metrów w 1984, 1986 i 1989.
Wielokrotnie poprawiała rekord Hiszpanii: w chodzie na 3000 metrów trzykrotnie do wyniku 13:24,1 (29 marca 1987 w Barcelonie), dwukrotnie w chodzie na 5000 metrów do wyniku 22:56,84 (23 sierpnia 1985 w Chociebużu), raz w chodzie na 5 kilometrów z czasem 21:25 (16 maja 1987 w A Coruña), raz w chodzie na 10 000 metrów z wynikiem 49:11,3 (18 czerwca 1988 w Barcelonie) i dwukrotnie w chodzie na 10 kilometrów do czasu 44:16 (16 czerwca 1990 w Grassau). W hali pięciokrotnie ustanawiała rekord Hiszpanii w chodzie na 3000 metrów do rezultatu 12:27,82 3 marca 1989 w Budapeszcie).
Rekordy życiowe:
- chód na 3000 metrów (hala) – 12:27,82 (3 marca 1989, Budapeszt)
- chód na 5000 metrów – 21:57,86 (16 lipca 1990, Barcelona)
- chód na 5 kilometrów – 21:25 (16 maja 1987, A Coruña)
- chód na 10 000 metrów – 46:04,05 (16 sierpnia 1989, Barcelona)
- chód na105 kilometrów – 44:16 (16 czerwca 1990, Grassau)